# 古田等
古田等は、岐阜市鷹見町にある中華料理屋「開化亭」のオーナーシェフ。

## 参照
- 第159回 古田 等（2011年3月7日放送）| これまでの放送 | NHK プロフェッショナル 仕事の流儀
- FujiSankei Business i.　一期一味　超人シェフ列伝／四川料理の偉才　古田等さん
- 古田 等 / Hitoshi Furuta